# Jonny Maxted
Jonathan Maxted (Tadcaster, Inglaterra, 26 de octubre de 1993) es un futbolista inglés que juega de portero en el Brackley Town F. C. de la National League North de Inglaterra.

## Clubes
Actualizado a julio de 2023.
| Club                                  | País       | Año       |
| ------------------------------------- | ---------- | --------- |
| Doncaster Rovers F. C.                | Inglaterra | 2012-2014 |
| Goole A.F.C. (préstamo)               | Inglaterra | 2012      |
| Gainsborough Trinity F. C. (préstamo) | Inglaterra | 2012      |
| Hartlepool United F. C.               | Inglaterra | 2014-2015 |
| Forest Green Rovers F. C.             | Inglaterra | 2015-2016 |
| Guiseley A. F. C. (préstamo)          | Inglaterra | 2016      |
| Guiseley A. F. C.                     | Inglaterra | 2016-2018 |
| Accrington Stanley F. C.              | Inglaterra | 2018-2019 |
| Exeter City F. C.                     | Inglaterra | 2019-2021 |
| Northampton Town F. C.                | Inglaterra | 2021-2023 |
| Newport County A. F. C.               | Gales      | 2023-2024 |
| Brackley Town F. C.                   | Inglaterra | 2024-     |